# Championnat de Pologne de football 2002-2003
La saison 2002-2003 de Ekstraklasa a débuté le 3 août 2002 et s'est terminée le 3 juin 2003.

## Les 16 équipes participantes
- Legia Varsovie
- Wisła Cracovie
- Dyskobolia
- GKS Katowice
- Odra Wodzisław Śląski
- Amica Wronki
- Górnik Zabrze
- Polonia Varsovie
- Wisła Płock
- Widzew Łódź
- Lech Poznań
- Zagłębie Lubin
- Szczakowianka Jaworzno
- Ruch Chorzów
- KSZO Ostrowiec Świętokrzyski
- Pogoń Szczecin

## Classement

### Top buteurs
- 24 − Stanko Svitlica (KP Legia Varsovie)